# Yorkshire Engine Company
Die Yorkshire Engine Company (YEC) war ein kleiner, unabhängiger Lokomotivenhersteller in Sheffield in England. Die Firma wurde 1865 gegründet und existierte bis 1965. Hauptaugenmerk lag auf dem Bau von Rangierlokomotiven für den britischen Markt. Daneben wurden aber auch große Lokomotiven für ausländische Kunden und sogar einige Zeit lang Automobile hergestellt.
Dampflokomotiven stellte das Unternehmen von 1865 bis 1956 her, Diesellokomotiven von 1950 bis 1965.

## Die frühen Jahre
Die Idee zur Gründung eines Lokomotivenherstellers in der Nähe von Sheffield brachte 1864 erstmals W. E. Eden auf, der später der vierte Baron Auckland wurde. Damals war Eden Vorstandsvorsitzender der South Yorkshire Railway und Direktor der Manchester, Sheffield and Lincolnshire Railway (MSLR). Diese Posten hatte er nach seiner Versetzung in den Ruhestand als Diplomat übernommen. Er schlug Archibald Sturrock, damals angestellter Lokomotiveningenieur bei der Great Northern Railway als Vorstandsvorsitzenden der neuen Gesellschaft vor. Alfred Sacré sollte Geschäftsführer werden und sein älterer Bruder, Charles Sacré, damals Ingenieur und Leiter der Lokomotivenabteilung der MSLR, sollte auch zum Team gehören.
Bis April 1865 hatten Investoren £ 120.000 der benötigten £ 200.000 für die Firmengründung zugesagt. Sturrock wurde im Mai 1866 Mitglied der Geschäftsleitung, wurde aber erst im Januar 1867 zum Vorstandsvorsitzenden ernannt. Ein 8,9 Hektar großes Gelände bei Blackburn Meadows wurde für die Errichtung der Fabrik auserkoren. Die Bauarbeiten und die Beschaffung der Maschinen begann Mitte 1865 und im Mai 1867 war das Werk Meadowhall fast fertig. Zu dieser Zeit waren alle 2000 Aktien ausgegeben.
Der erste Auftrag waren drei 2-2-2-Lokomotiven für die Great Northern Railway. Während des Baus änderte der Auftraggeber die Spezifikation und die Lokomotiven wurden schließlich in der Konstellation 2-4-0 ausgeliefert, und zwar mit zwei Monaten Verzögerung, die letzte im Februar 1867. Für die neue Gesellschaft war dieser Auftrag ein Verlustgeschäft, hauptsächlich, weil die Fabrik noch nicht fertig war. Es folgte ein Auftrag über zehn weitere Lokomotiven gleicher Bauart, die auch alle verspätet ausgeliefert wurden. Die erste war zwei Monate zu spät dran, die letzte im März 1869 aber ganze acht Monate.
Der nächste Auftrag waren fünfzig 0-6-0-Lokomotiven für zwei indische Eisenbahngesellschaften, aber dann zogen die Kunden den Auftrag zurück. Damit die Arbeiter beschäftigt werden konnten, führte die Firma andere Arbeiten aus, z. B. die Herstellung von Panzerplatten, Laternenmasten für den Chief Constable von Sheffield und 10.000 Safes. Aufträge von drei russischen Eisenbahngesellschaften sicherten weitere Arbeit für die Fabrik, aber Zahlungsschwierigkeiten der Auftraggeber brachten die YEC in eine finanzielle Zwangslage. Die damaligen Direktoren kündigten alle 1871. Lokomotiven wurden in der Folge nach Argentinien, Australien und Japan geliefert und eine Reihe von kleinen 0-4-0-Tenderlokomotiven gingen an inländische Kohlenbergwerke. Die Firma übernahm weiterhin Arbeiten des allgemeinen Maschinenbaus, um die Aufträge für Lokomotiven zu ergänzen.
Für 1871 ergab sich nach zwei sehr verlustreichen Jahren ein bescheidener Gewinn. Der Bau von Lokomotiven nach dem Patent von Robert Fairlie begann Ende dieses Jahres. Zwischen 1872 und 1883 wurden dreizehn davon in drei Lots an die mexikanische Eisenbahngesellschaft geliefert. Es waren 0-6-6-0-Zweiendlokomotiven mit Heusinger-Steuerung im Mittelteil. Man nimmt an, dass dies die ersten Maschinen dieser Bauart aus britischer Fertigung waren. Diese mexikanischen Lokomotiven konnten mit Kohle oder Holz befeuert werden; zwei ähnliche, die nach Schweden geliefert wurden, mit Torf. Den torfbefeuerten Lokomotiven war kein Erfolg beschieden und sie wurden später zu vier 2-4-0-Tenderlokomotiven umgebaut. Ein Auftrag über zehn Lokomotiven nach Fairlie-Patent von 1873 für Nitrateisenbahnen in Peru wurde abgewickelt, aber die Auslieferung erfolgte nicht, weil keine Zahlung eintraf. Vier davon wurden an die Transkaukasische Eisenbahn am Schwarzen Meer geliefert und die restlichen sechs 1882 an eine neue Nitrateisenbahngesellschaft. Diese Lokomotiven hatten eine Auslegung 2-6-6-2 und wogen 85 Tonnen. Die Zeitschrift „Engineering“ schrieb, dass sie 1885 die schwersten Lokomotiven der Welt wären.
Ein Versuch, Dampfmaschinen für den Schiffs- und Eisenbahnbau  nach Patenten von Loftus Perkins zu bauen, war wenig erfolgreich. Als die Maschinen ausgeliefert wurden, verlangte Perkins Schadenersatz wegen Patentsverletzung, sodass die Gesellschaft letztendlich einen Verlust von £ 34.532 bei diesem Geschäft zu beklagen hatte. Ein Joint-Venture mit Perkins zum Bau von Straßenbahnwagen war ebenfalls ein Misserfolg. Als nicht mehr genügend Arbeit da war, baute die Gesellschaft 0-4-0-Tenderlokomotiven auf Halde, was Kohlenbergwerken und Maschinenbauunternehmen den Kauf von Lokomotiven ab Lager ermöglichte. Diese Praxis behielt das Unternehmen bis zum Ende bei.
1880 war die YEC in ernsthaften finanziellen Schwierigkeiten. Die Forderungen an die russischen Eisenbahngesellschaften waren uneinbringlich und der Verlust aus dem Dampfmaschinengeschäft wurde „kreativ“ verbucht. Trotz eines erfolgreichen Aufrufs an die Aktionäre zum Nachschuss von Kapital wählte man im Juli 1880 die freiwillige Liquidation als beste Möglichkeit. Die Konkursverwalter führten die Geschäfte für 3¼ Jahre. In dieser Zeit stieg der Umsatz und es ergab sich ein Gewinn von £ 9419. Im September 1883 wurde die zweite Yorkshire Engine Company gegründet und 2400 Aktien à £ 25 ausgegeben, was der neuen Gesellschaft ein Stammkapital von £ 60.000 bescherte. Nur wenige Lokomotivenhersteller arbeiteten damals profitabel.
Die frühen YEC-Lokomotiven für das Vereinigte Königreich waren hauptsächlich von der Bauart 0-4-0-ST oder 0-6-0-ST. Der Stil war typisch für kleine Lokomotiven der damaligen Zeit. Sie hatten ‘Ogee’Tender und boten sehr wenig Schutz für den Lokomotivführer. Dennoch war diese Art von Lokomotiven bei Industrieunternehmen bis in die 1950er Jahre im Einsatz. Die Kohlebergwerke und Stahlwerke von Yorkshire waren regelmäßig Kunden; fünf Schmalspurlokomotiven gingen an die Chattenden and Upnor Railway, eine Militäreisenbahn in Kent.
In den 1890er Jahren baute YEC Lokomotiven für Chile, Peru und Indien. Eine einzelne Elektrolokomotive entstand auch für das britische Kriegsministerium.

## Großlokomotiven
YEC fertigte Großlokomotiven sowohl für Kunden im Vereinigten Königreich als auch für solche in anderen Ländern.
Solche Lokomotiven wurden für die Great Northern Railway, die Lancashire and Yorkshire Railway und die Great Eastern Railway gebaut.
1874 wurden dreizehn F-Klasse-Lokomotiven nach Neuseeland versandt. Zwei davon existieren noch heute:
- die F12 der Ferrymead Railway in abgewracktem Zustand
- die F180 ‚’Meg Merriles’’ im Museum of Transport and Technology in Auckland in restauriertem, aber nicht fahrbereitem Zustand. Fünfzig Jahre nach dem Bau der Lokomotive tauchte 1924 ein Foto des Herstellers der F180 in einer Werbung im ‚’Railway Magazine’’ auf.[9]

1901 wurden vier Lokomotiven für den Einsatz auf der Hauptstrecke nach Aylesbury der Metropolitan Railway gebaut. Dies waren F-Klasse-Lokomotiven 0-6-2-T und überlebten etwa 60 Jahre; die erste wurde 1957 verschrottet, die letzte 1964. 1915 und 1916 folgten weitere Aufträge der Metropolitan Railway, diesmal für die größeren G-Klasse-Lokomotiven 0-6-4-T. Anders als die F-Klasse-Lokomotiven wurden die G-Klasse-Lokomotiven am 1. November 1937 an die London and North Eastern Railway (LNER) abgegeben, als diese mit Bereitstellung von Zugkraft für Züge nördlich von Rickmansworth beauftragt wurde. Diese Lokomotiven blieben nur 30 Jahre lang in Dienst.
1928 bekam die LNER Lokomotiven direkt aus Sheffield geliefert. Diese neun Lokomotiven (LNER 2862 bis LNER 2690) waren Klasse N2-0-6-2-T-Lokomotiven für Vorortszüge.
Zusammen mit einigen anderen unabhängigen Lokomotivenherstellern baute YEC 1929 und 1930 eine Reihe von 0-6-0-PT-Lokomotiven der Klasse GWR 5700.
Von 1949 bis 1956 baute man fünfzig 0-6-0-PT-Lokomotiven der Klasse GWR 9400 für British Rail. Die letzte davon, BR No. YE2584 von 1956, war die letzte in Meadowhall gebaute Dampflokomotive und die letzte für British Rail, die nach einem Muster vor der nationalen Normierung der Lokomotiven gebaut wurde. Der Auftrag wurde eigentlich an die Hunslet Engine Company in Leeds vergeben. Weil diese Firma jedoch keine Kapazitäten frei hatte, erging ein Unterauftrag an YEC.
Sehr viel größer als alle für den Einsatz im Vereinigten Königreich vorgesehenen Lokomotiven waren die Tenderlokomotiven 2-8-2 und 4-8-2 für Südamerika.

## Automobile
Hauptartikel: YEC (Automarke)
Im Jahre 1907 begann die Yorkshire Engine Company mit dem Bau von Autos. Sie wurden allerdings kein großer Erfolg und es wurden nur wenige hergestellt.

## Miniaturlokomotiven
Die Romney, Hythe and Dymchurch Railway “Mainline in Miniature”, erbaut von Captain Howey war und ist immer noch für seine Flotte von Lokomotiven von Davy Paxman bekannt, die auf den Konstruktionen von Nigel Gresley beruhen. Ein Nachteil dieser Konstruktionen zeigte sich bei der Eröffnung der Strecke nach Dungeness im Winter – mangelnder Schutz für den Lokomotivführer.
Captain Howey und Henry Greenly begannen mit der Arbeit an zwei 4-6-2-Lokomotiven nach kanadischer Konstruktion mit größeren und besser geschützten Führerhäusern. Während Howey in Australien war, stritt sich Greenly mit der Firmenleitung und den Ingenieuren, zerstörte schließlich die Werkstattzeichnungen und verließ die Firma. Die fertigen Teile, wie Dampfkessel, Räder und Dampfzylinder wurden an die YEC geliefert und die Lokomotiven dort fertiggestellt. Man nimmt an, dass alle Detailkonstruktionen bei YEC nur auf Basis einiger Skizzen von Captain Howey entstanden. Die Lokomotiven YE 2294 und YE 2295 sind eher als No. 9 Winston Churchill und No. 10 Doctor Syn bekannt. Sie sind noch im Einsatz und sind die bekanntesten Lokomotiven der YEC.

## United Steel Companies und die Entwicklung der Diesellokomotiven
Am 29. Juni 1945 wurde die Gesellschaft von der United Steel Companies Ltd (USC) aufgekauft. USC brauchte Ersatz für alte Lokomotiven und so erachteten sie es als sinnvoll, einen Lokomotivenhersteller (zum richtigen Preis) zu kaufen. Man hatte die Idee, eine zentrale mechanische Werkstatt für ihre Stahlwerke in Templeborough (Rotherham) und Stocksbridge zu bauen. Beide Werke wurden erweitert und umgebaut und waren durch Gleise mit der YEC-Fabrik verbunden. Im wirtschaftlichen Klima der Nachkriegszeit war die Geschäftsleitung von YEC zum Verkauf bereit.
Nach dem Kauf begann die Arbeit an Dampflokomotiven für interne Schienenverbindungen bei verschiedenen Stahlwerken und Eisenerzminen in ganz Großbritannien. YEC stellte weiterhin Lokomotiven auch für andere Kunden her, so wie vor der Übernahme.
Die Konstruktion einer modernen 0-6-0-ST-Lokomotive kaufte man von Robert Stephenson and Hawthorns und stellte Lokomotiven dieses Typs für Stahlwerke her, hauptsächlich als Ersatz für Lokomotiven, die im Zweiten Weltkrieg verschlossen worden waren. Man entschied sich zweifellos für diese Konstruktion, da eine Reihe dieser Lokomotiven bei den Appleby-Frodingham-Werken in Scunthorpe unter verschiedenen Namen (z. B. Type 1, 16 inch oder Group 17) schon im Einsatz waren. Eine kleine Zahl von Lokomotiven wurden für Eisenerzminen als Hunslet-Klasse-50500-Sparlokomotiven gebaut. Man nimmt an, dass der Bau der Lokomotiven dieses Typs mit Unteraufträgen für andere Lokomotiven von der Hunslet Engine Company zusammenhängt.

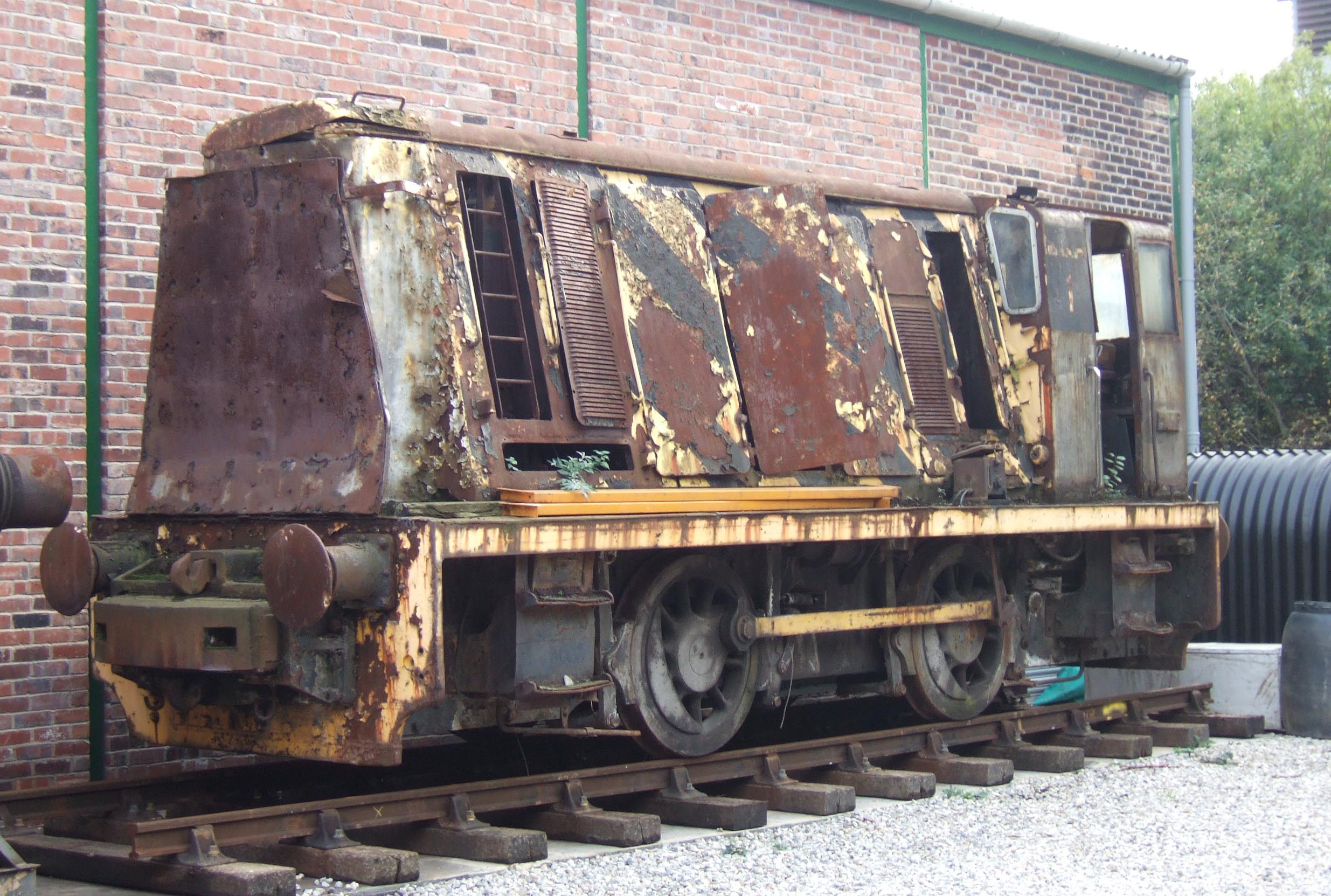
YE 2481 im Kelham-Island-Museum 2005

1950 wurde eine dieselelektrische Lokomotive für eine Gießerei der Stahlwerke in Templeborough gebaut. Die Lokomotive musste durch eine kleine Öffnung passen und auf Gleisen mit geringen Kurvenradien fahren, aber kräftig genug sein, schwere Formenwagen zu ziehen. Das Gewicht der Lokomotive musste hoch sein, um gute Traktion zu gewährleisten. Man kombinierte einen Motor von Paxman mit der elektrischen Ausrüstung von British Thomson-Houston, die ein 0-4-0-Fahrgestell antrieb. Die erste Lokomotive (Nr. 2480) verließ das Werk Ende 1950, die zweite (Nr. 2481) Anfang 1951. Nr. 2480 wurde zunächst dem Kunden vorgeführt und abgenommen, während Nr. 2481 direkt ab Werk ausgeliefert wurde (Die Strecke war etwa 1,6 Kilometer lang!). Beide Lokomotiven wurden bis in die späten 1980er Jahre eingesetzt und dann als Museumsstücke erhalten.
Nach dieser Konstruktion wurden keine weiteren Lokomotiven mehr gebaut.

## Fertigung dieselelektrischer Lokomotiven
Erst zwei Jahre später entstand wieder eine dieselelektrische Lokomotive bei YEC. In dieser Zeit verfeinerte man die Konstruktion und bot bald vier Baureihen, alle basierend auf den ersten beiden Diesellokomotiven, an:
- DE1 – 0-4-0, 240 hp, 37 Tonnen, 40 km/h
- DE2 – 0-4-0, 275 hp, 45 Tonnen, 35 km/h
- DE3 – 0-4-0, 400 hp, 50 Tonnen, 40 km/h
- DE4 – 0-6-0, 400 hp, 51 Tonnen, 43 km/h

(nicht alle Lokomotiven entsprachen genau diesen Werten)
Die DE2 war insbesondere bei Stahlwerken beliebt und wurde bis 1965 gebaut. Von der DE1 und der DE4 wurden geringe Stückzahlen gebaut und 1955, bzw. 1956, von neuen Baureihen mit Rolls-Royce-Motoren ersetzt. Von der Baureihe DE3 entstand nicht eine einzige Lokomotive, vermutlich weil sie zu groß und zu schwer war.

## Rolls-Royce-Motoren

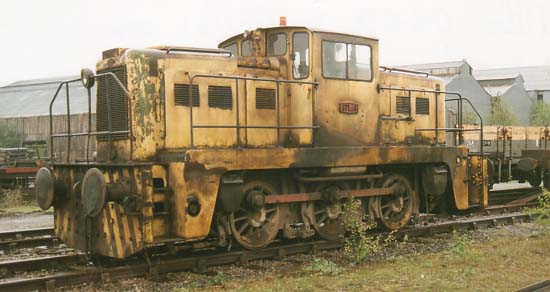
Typische Janus-Lokomotive in einem Stahlwerk

Als Rolls-Royce Diesel seine C-Range-Motoren einführte, wurden diese von Lokomotivenherstellern zum Einsatz in dieselhydraulischen Lokomotiven gekauft. Die mit max. 1800/min. relativ schnell laufenden Motoren waren für diese Antriebsart besser geeignet als andere Dieselmotoren. So setzte auch YEC diese Motoren in seinen neuen Baureihen ein. Die erste wurde 1955 eingeführt und die letzte 1965 eingestellt.
Im Allgemeinen teilten sich alle Lokomotiven mit Rolls-Royce-Motoren viele Konstruktionsdetails, so z. B. abgerundete Motorhauben, die schmal genug waren, um Stege auf beiden Seiten zu ermöglichen, vier Fenster im Führerstand, Dieseltanks und/oder Batteriekästen in den Trittbrettern, Stege oder Bühnen an beiden Enden und Zugang zum Führerhaus von einem Steg oder Balkon.
Keine der Lokomotiven mit Rolls-Royce-Motoren erhielt Klassen- oder Typnummern, aber etliche bekamen Namen. Der erste Name war Janus. Die Janus hatte eine symmetrische Konstruktion mit zwei Motoren C65FL mit je 200 bhp (147 kW) und ein zentrales Führerhaus. Der Name Janus war passend, weil ja Janus, der römische Gott, zwei Köpfe hatte. Es gab auch die Baureihen Taurus, Indus und Olympus.

## Dieselhydraulische Lokomotiven und Lokomotiven für British Rail

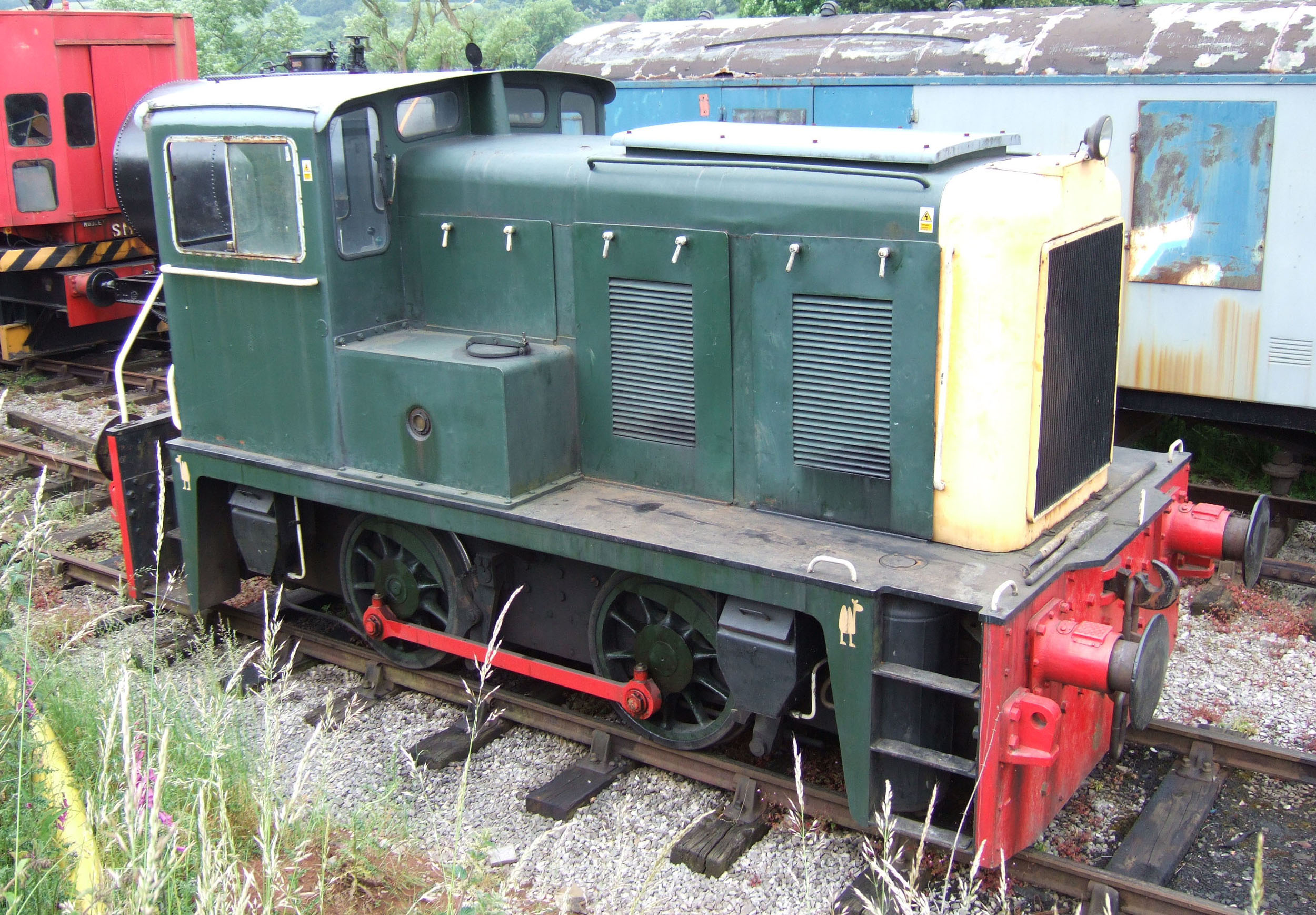
Eine der ersten dieselhydraulischen Industrielokomotiven von YEC

Um 1960 wurden die ersten dieselhydraulischen Lokomotiven gebaut. Andere Lokomotivenhersteller hatten bewiesen, dass der „Mehrfachdrehmomentwandler“, eine Typ von hydraulischem Getriebe, billig herzustellen war, wenig Wartungsaufwand verursachte und einfach zu nutzen war. YEC fand sofort Kunden für diese Art von Lokomotiven und entwickelte eine Anzahl von Baureihen.
1960 und 1961 wurden Serien von 180-bhp-Lokomotiven – insgesamt 20 Stück – für British Rail gebaut. Sie waren den kleinen dieselhydraulischen Lokomotiven sehr ähnlich, aber mit einigen kleineren Änderungen für den Einsatz auf Hauptstrecken geeignet. Diese Änderungen umfassten z. B. die Platzierung der Dieseltanks, ein Vakuumbremssystem und Positionsleuchten. Diese Lokomotiven wurden später British Rail Class 02 genannt.
Mindestens drei YEC-Lokomotiven wurden zwischen 1956 und 1963 an British Rail für Demonstrationszwecke und zum Testen ausgeliefert, ein Janus, ein Taurus und eine 300-bhp-Dieselhydrauliklokomotive.
Die Yorkshire Engine Company baute Fahrgestell und Aufbau der zehn Prototypen der British Rail Class 15 – Lokomotiven im Auftrag von British Thomson-Houston (BTH).

## Exporte nach Indien
Die Yorkshire Engine Company hatte fast seit ihrer Gründung Dampflokomotiven nach Indien geliefert, doch 1958 lieferte man zehn Breitspur-(1676-mm)-230-bhp-0-4-0-Diesel-Rangierlokomotiven zum Bau des Durgapur-Stahlwerks im Osten Indiens. Denen folgten 1963 und 1964 fünf dieselelektrische 300-bhp-0-4-0-Lokomotiven und zehn 600-bhp-Olympus-BoBo-Lokomotiven. Das Werk in Durgapur wurde zusammen mit den United Steel Companies gebaut, so ist es nicht verwunderlich, dass man dort YEC-Lokomotiven einsetzte.
Zusätzlich sicherte sich YEC den Auftrag für zwei Meterspur-Janus für die Indian Fertilizer Corporation.

## Schließung und Leben nach dem Ende
Der Bau von Lokomotiven endete bei YEC 1965. Der genaue Grund, warum das Werk genau schließen musste, ist nicht bekannt, aber drei Aspekte hatten wohl Einfluss auf die Entscheidung. Erstens schrumpfte der Markt für neue Lokomotiven schnell, wodurch eine Reihe anderer Lokomotivenhersteller etwa zu dieser Zeit schließen mussten. Zweitens waren alle Werke von USC vollständig mit YEC-Lokomotiven ausgestattet. Drittens war die Verstaatlichung der British Steel für 1967 angekündigt und es war unwahrscheinlich, dass man an der Lokomotivensparte als Teil der neuen Gesellschaft interessiert gewesen wäre.
Etliche noch unfertige Lokomotiven verließen das Werk, als dieses geschlossen wurde. Diese Lokomotiven waren für Stahlwerke der USC gedacht, die sie in ihren eigenen Werkstätten fertig bauen konnten.
Die Rechte an den Konstruktionen von YEC und die verwertbaren Betriebsteile wurden an Rolls-Royce (Abteilung Waggonbau) in Shrewsbury verkauft, die früher einen großen Teil der Dieselmotoren an YEC verkauft hatten und ein Konkurrent auf dem Markt für Industrielokomotiven waren. 1967 wurden drei Lokomotiven aus Shrewsbury für die Scunthorpe Steelworks gekauft; sie entsprachen den vorher in Sheffield gebauten Janus-Modellen. Eine vierte Lokomotive von einer anderen YEC-Baureihe wurde an AEI in Manchester geliefert.
Als Rolls-Royce 1971 in finanzielle Schwierigkeiten kann, stellten sie den gesamten Lokomotivenbau ein und die YEC-Konstruktionen wurden zusammen mit denen von Rolls-Royce an Thomas Hill (Rotherham) in Kilnhurst bei Rotherham verkauft Thomas Hill waren eine Zeitlang Vertreter von Rolls-Royce gewesen und baute nun drei Lokomotiven nach YEC-Konstruktion für das Durgapur-Stahlwerk im Osten Indiens.
Die frühere Fabrik der Yorkshire Engine Company in Meadowhill in Sheffield wurde an McCall and Company, einen weiteren Teil der United Steel Companies Group, verkauft. Dort wurden nun Bewehrungseisen für Betonteile gefertigt. Mitte der 1990er Jahre wurde das Werk an ‚’Rom River Reinforcements’’ weitergereicht, aber Anfang des 21. Jahrhunderts geschlossen, als das Dach des Hauptgebäudes nicht mehr repariert werden konnte. Danach wurde das Werk komplett renoviert und beherbergt nun (Stand: 2009) einen Maschinenbaubetrieb von Chesterfield Special Cylinders.
Lokomotiven kehrten zwischen 1988 und 2001 regelmäßig an den Standort zurück, wenn die Yorkshire Railway Preservation Society die wenigen verbliebenen Gleise im Meadowhall-Werk zum Be- und Entladen von Museumslokomotiven nutzte. Die Gleise zwischen den Gebäuden waren in den Straßenbelag eingelassen und konnten so zum Umladen der Lokomotiven auf Lastwagen genutzt werden. Eine Reihe dieser Lokomotiven waren von YEC gebaut worden, z. B. die YE 2480, die erste Diesellokomotive der Yorkshire Engine Company.

## Wichtige Kunden für Diesellokomotiven
- British Rail
- Imperial Chemical Industries (ICI)
- National Coal Board
- Pilkington Glass
- Hafengesellschaft von London
- United Steel Company

## Spätere Nutzung des Firmennamens
1988 wurde der Name "Yorkshire Engine Company" für eine neue Firma eingetragen. Diese neue Gesellschaft hatte wiederum mit Industrielokomotiven zu tun, verlieh diese aber an Industrieunternehmen und restaurierte alte Lokomotiven.
Die neue YEC meldete 2001 Konkurs an und stellte ihren Betrieb ein. Das Werksgelände lag in Long Marston, wo heute (Stand: 2007) Lokomotiven und Waggons für Museumsbahnvereine und kommerzielle Nutzer abgestellt sind.